# کری والش

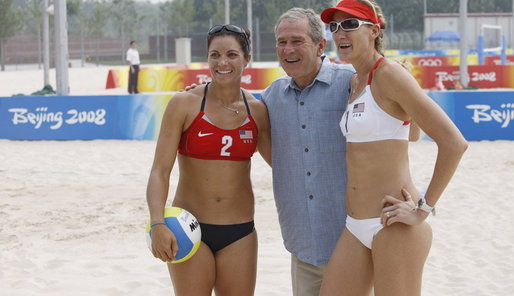
به همراه ترینور و جرج دابلیو بوش

کری والش (به انگلیسی: Kerri Walsh) ورزشکار زن رشتهٔ والیبال اهل کشور ایالات متحده آمریکا است. وی در بین سال‌های ‎۲۰۰۴ تا ۲۰۱۶ میلادی در مسابقات بازی‌های المپیک تابستانی در مجموع ۳ مدال طلا و یک مدال برنز را کسب کرد.